# Casa Comte
La Casa Comte de Llagostera (Gironès) és una casa urbana plurifamiliar cantonera inclosa en l'Inventari del Patrimoni Arquitectònic de Catalunya. La façana s'estructura a la manera clàssica de les cases urbanes del s. XIX. Hi ha balcons de ferro colat i lloses de pedra amb mènsules de terra-cuita. L'edifici es troba rematat per una cornisa també amb mènsules. Es tracta de la reedificació d'una casa més antiga de 1618. Amb posterioritat s'ha ampliat amb una planta l'edifici.